# Parlamentswahl in Malta 1971
Die Parlamentswahl in Malta 1971 zur Wahl der Abgeordneten des Repräsentantenhauses, dem Parlament der Republik Malta, fand vom 12. bis 14. Juni 1971 statt.

## Hintergrund
Die Anzahl der Abgeordneten war vor dieser Wahl von 50 auf 55 erhöht worden.
Der Wahlkampf begann im Mai 1971. Im Wesentlichen wurde dieser zwischen der Nationalist Party, die in der vorangegangenen Legislaturperiode die Mehrheit im Parlament besaß, und der Malta Labour Party ausgetragen. Die beiden Parteien stellten 78 bzw. 94 Kandidaten auf. Die Constitutional Progressive Party hatte 19 Kandidaten aufgestellt und acht Personen standen als unabhängige Kandidaten zur Wahl.
In den Wahlprogrammen der beiden wichtigsten Parteien wurden jeweils Maßnahmen zur Förderung der wirtschaftlichen und sozialen Entwicklung der Insel vorgeschlagen. Die Parteien hatten aber unterschiedliche außenpolitische Positionen. Während die Nationalist Party unter der Führung des bisherigen Premierministers Ġorġ Borg Olivier engere Beziehungen zwischen Malta und Großbritannien anstrebten, unterstützte die Malta Labour Party unter der Leitung von Dominic Mintoff eine viel neutralere Position in den Beziehungen der Insel zu anderen Ländern. Sie schlug vor, dass jedes Land, das Militärstützpunkte auf Malta errichten möchte, verpflichtet wird, für solche Einrichtungen zu zahlen. Außerdem trat sie für engere Beziehungen mit Libyen ein.
Insgesamt verlief der Wahlkampf in einer ruhigen Atmosphäre.

## Wahlergebnis
Die Labour Party siegte knapp vor der bis dahin regierenden Nationalist Party und am 17. Juni wurde Dominic Mintoff gebeten, die neue Regierung zu bilden.
| Party                               | Votes   | %    | Seats | +/− |
| ----------------------------------- | ------- | ---- | ----- | --- |
| Malta Labour Party                  | 85.448  | 50,8 | 28    | +6  |
| Nationalist Party                   | 80.753  | 48,1 | 27    | −1  |
| Progressive Constitutionalist Party | 1.756   | 1,0  | 0     | ±0  |
| Unabhängige                         | 102     | 0,1  | 0     | ±0  |
| Ungültige Stimmen                   | 854     | –    | –     | –   |
| Gesamt                              | 168.918 | 100  | 55    | +5  |
| Registrierte Wähler/Wahlbeteiligung | 181.768 | 92,9 | –     | –   |